# Ленинское сельское поселение (Аксайский район)
Ленинское сельское поселение — муниципальное образование в Аксайском районе Ростовской области. 
Административный центр поселения — хутор Ленина.

## Административное устройство
В состав Ленинского сельского поселения входят:
- хутор Ленина,
- хутор Маяковского.

## Население
| 2010  | 2012  | 2013  | 2014  | 2015  | 2016  | 2017  |
| ----- | ----- | ----- | ----- | ----- | ----- | ----- |
| 4012  | ↘3986 | →3986 | ↗3997 | ↗4012 | ↗4040 | ↗4074 |
| 2018  | 2019  | 2020  | 2021  |       |       |       |
| ↘4070 | ↗4074 | ↗4133 | ↗4136 |       |       |       |